# Fray Bentos
Fray Bentos is een stad in Uruguay en de hoofdstad van het departement Río Negro, nabij de grens met Argentinië, aan de Uruguay. De stad telt 23.122 inwoners (2004).

## Geschiedenis
Op 16 april 1859 werd de stad gesticht onder de naam Villa Independencia, toen een groep Uruguayaanse, Engelse, Ierse en Duitse bedrijven uit Montevideo de lappen grond kochten en deze schonken aan de Uruguayaanse overheid voor de stichting van de stad.
De stad werd bekend als een centrum van vleesverwerkende industrie. In de negentiende eeuw bouwde het bedrijf Liebig er een fabriek voor de productie van vleesextract. Later werd daar ook corned beef geproduceerd. De productie van deze fabriek werd tot ver in de twintigste eeuw massaal naar Europa uitgevoerd, zodat deze onopvallende stad de bijnaam "de keuken van de wereld" kreeg. "Fray Bentos" werd zelf een merknaam voor vleesproducten.
Van die bloeiende industrie is nu niet veel meer over. De voormalige Liebig-fabriek is nu een museum. In 2015 is deze plek opgenomen op de Werelderfgoedlijst.
Het merk Fray Bentos bestaat nog steeds, maar gebruikt geen vlees uit Uruguay meer.

## Argentijns-Uruguayaans conflict (2005-2010)
Fray Bentos was gedurende jaren ook internationaal gezien bekend om het conflict tussen Argentinië en Uruguay dat begon in 2005 en pas in 2010 een oplossing kende. Het ging om dat het een onderbedrijf van het Finse papierbedrijf Metsä-Botnia in 2003 een grote cellulosefabriek begon te bouwen voor het bleken van eucalyptuspulp, een project waar $ 1 miljard in geïnvesteerd werd. De fabriek zou (in)direct 8000 banen opleveren, een goede impuls voor de lokale economie. Er was echter veel weerstand tegen de komst van de fabriek. Op 30 april 2005 blokkeerden 40.000 mensen (Argentijnen uit Entre Rios maar ook milieuactiegroepen uit beide landen) de internationale brug, de Puente Libertador General San Martín, en eiste van de Argentijse overheid om in te grijpen tegen de Uruguayaanse overheid, om de bouw te stoppen. De voornaamste reden was dat men bang was dat de fabriek, gebouwd aan de oevers van de Uruguay, de rivier ernstig zou vervuilen met zijn lozingen. Ook was men bang voor een negatieve invloed op de toeristenindustrie. Op 20 december 2005 bleek uit een studie van de Wereldbank dat de negatieven gevolgen van de fabriek gering waren en het milieu noch het toerisme zou schaden.
Uiteindelijk werd de zaak in 2006 voor het Internationaal Gerechtshof aanhangig gemaakt waar hoewel in het vonnis in april 2010 gesteld werd dat Uruguay schuldig was aan een gebrek aan informatie tegenover Argentinië, er geen noemenswaardige vervuiling optrad en de sluiting van de pulpfabriek hierdoor onverantwoord zou zijn. De fabriek was in 2009 ook in handen gekomen van UPM-Kymmene. De actievoerders beëindigden een laatste maal de blokkade van de internationale brug in juni 2010. De presidenten van beide landen Cristina Fernández de Kirchner (verkozen in 2007 in Argentinië) en José Mujica (verkozen in 2010 in Uruguay) beëindigden in juli 2010 het incident en sloten akkoorden over een beter gemeenschappelijk beheer van de rivier.

## Geboren
- Gastón Ramírez (1990), voetballer
- Lucas Torreira (1996), voetballer